# 포도주
포도주(葡萄酒) 또는 와인(영어: wine)은 포도를 으깨서 나온 즙을 발효시킨 술을 말한다. 제조 방법상 양조주 중 과실주에 해당한다. 오늘날 와인의 알코올 도수는, 보통 13-15% 사이이다. 포도주는 과일을 발효시켜 만든 술이다. 효모는 과일의 설탕을 소비하고 이를 에탄올과 이산화 탄소로 전환하여 그 과정에서 열을 방출한다. "와인"을 "포도주"로 번역하긴 하지만 사실 와인은 자두, 체리, 석류, 블루베리, 까치밥, 엘더베리 등 다양한 과일 작물로 만들 수 있다. 다만 대부분 포도로 만들어지며 "와인"이라는 용어는 일반적으로 한정자 없이 사용할 경우 포도 와인을 의미한다.
다양한 종류의 포도와 효모 종은 다양한 포도주 스타일을 결정하는 주요 요소이다. 이러한 차이는 포도의 생화학적 발달, 발효에 관련된 반응, 포도 재배 환경(테루아르), 포도주 생산 과정 사이의 복잡한 상호작용으로 인해 발생한다. 많은 국가에서는 포도주의 스타일과 품질을 정의하기 위해 법적 명칭을 제정한다. 이는 일반적으로 지리적 기원과 허용되는 포도 품종 및 포도주 생산의 다른 측면을 제한한다.
포도주는 수천년 동안 생산되었다. 포도주의 최초 증거는 오늘날의 조지아(기원전 6000년), 페르시아(기원전 5000년), 이탈리아 및 아르메니아(기원전 4000년)의 코카서스 지역에서 나온다. 신세계 포도주는 아메리카 원주민이 만든 알코올 음료와 어느 정도 관련이 있지만 주로 누에바에스파냐의 후기 스페인 전통과 관련이 있다. 나중에 구세계 포도주가 포도재배 기술을 더욱 발전시키면서 유럽은 가장 큰 포도주 생산 지역 중 세 곳을 포함하게 되었다. 오늘날 가장 큰 포도주 생산지를 보유한 5개 국가는 이탈리아, 스페인, 프랑스, 미국, 중국이다.
포도주는 오랫동안 종교에서 중요한 역할을 해왔다. 적포도주는 고대 이집트인에 의해 피와 연관되었으며 그리스의 디오니소스 숭배와 로마인의 바카날리아에서 사용되었다. 유대교는 또한 이 술을 키뒤시에, 기독교는 성찬에 사용한다. 이집트, 그리스, 로마, 이스라엘의 포도주 문화는 여전히 이러한 고대의 전통과 연결되어 있다. 마찬가지로 이탈리아, 스페인 및 프랑스에서 가장 큰 포도주 생산 지역은 성찬 포도주와 관련된 유산을 보유하고 있다. 마찬가지로 미국 남서부의 포도 재배 전통은 가톨릭 수사 및 수도사가 뉴멕시코주와 캘리포니아주에서 처음으로 포도주를 생산하면서 누에바에스파냐 내에서 시작되었다.

## 분류
색상에 의한 분류
포도주의 종류는 크게 적포도주(레드 와인), 백포도주(화이트 와인), 로제 포도주 등으로 나뉜다. 이 분류법은 포도주의 색상에 기초한 분류법으로, 백포도주라고 해서 꼭 청포도로만 만드는 것은 아니고, 양조방법에 따라 적포도로도 충분히 백포도주를 만들 수 있다. 포도의 즙과 함께 적포도의 껍질과 씨를 같이 발효시켰느냐 아니냐의 여부에 따라 색이 결정되고 이 차이가 적포도주, 백포도주, 로제, 블러시 와인 등의 분류를 만드는 것이다.
식사시 용도에 따른 분류
식전, 식중, 식후에 마시는 포도주를 따로 분류하는 방법으로, 각각 아페리티프 포도주, 테이블 포도주, 디저트 포도주로 불린다.
식전주는 보통 신맛이 나고 산뜻한 샴페인이나 백포도주, 혹은 도수가 낮은 셰리 포도주를 많이 쓴다. 식전에 단 것을 먹으면 입맛을 버리게 되기 쉽기에, 식전주로는 주로 달지 않은 포도주를 마신다.
식중주는 음식과 같이 마시는 포도주이다. 우리 전통에도 있는 "반주"와 같은 것이다. 함께 마시는 포도주의 맛에 따라 음식맛도 크게 다르게 느껴지게 되므로, "식사에 나올 음식과 잘 어울리는 맛을 지닌 포도주"를 선택하는 일은 중요하다. 일반적으로는, 주로 양고기나 쇠고기 향미가 강한 고기의 요리에는 포도주도 탄닌등이 많아 강한 맛을 내는 적포도주가 잘 어울리고, 송아지고기나 닭고기 요리에 좀 부드러운 적포도주, 은은하고 담백한 맛을 내는 생선 요리에는 백포도주를 많이 찾는다. 하지만, 이런 알려진 궁합에 너무 얽매일 필요는 없는 것이다. 각 포도주가 지닌 특성과 음식의 맛이 궁합의 객관적인 부분이라면, 그 궁합을 좋다 나쁘다라고 판단하는 데에는 결국 식음자의 경험과 취향이라는 주관적인 영역이 덧붙여져야 하기 때문이다.
식후주는 식후에 디저트와 같이 마시는 포도주로, 포르투 포도주나 게뷔르츠트라미네, 쏘떼른 같이 단맛이 나는 포도주를 쓰는 것이 특징이다.
거품 유무에 따른 분류
과즙이 발효되는 과정에서 탄산가스가 생성된다. 하지만 보통 양조과정 중에 특별히 이것을 모으지 않는 이상 다 날아가 버리고(게다가 이 탄산가스는 모아봤자 발포 포도주를 만들 수 있는 것도 아니라 단지 발효의 부산물로 생기는 기체일 뿐이다)발효액만 남는데, 이러한 포도주들을 스틸 와인(Still wine)이라고 부른다. 발포 포도주를 제외한 모든 일반 포도주가 이 스틸 와인이다. 즉, 레드, 화이트, 로제, 블러시 와인 등은 모두 스틸 와인로 분류되므로 스틸 와인 자체의 의미는 별로 없다고 보면 된다.
발포 포도주 발효가 끝난 포도주에 당분과 효모(이스트)를 첨가하여 인위적으로 재 발효를 유도해 탄산이 포함된 포도주를 통칭하는 말이다. 이 중 프랑스의 샹파뉴지방에서 생산되는 것만을 샴페인이라고 하며, 이 외에 다른 지방도 각자 다른 명칭을 사용하여 부른다. (ex. 프랑스 부르고뉴지방 - 크레망 / 스페인 - 까바/ 이탈리아 - 스푸만테 / 독일 - 젝트/ 미국 - 발포 포도주)
강화 포도주
일반 포도주의 양조과정 중 어떤 과정중에 브랜디를 첨가하여 도수를 높인 포도주를 주정강화포도주라고 한다. 어떤 양조과정에 얼마만큼의 브랜디를 넣었는가에 따라 당도나 도수가 결정되며, 스페인의 셰리포도주, 포르투갈의 포르투 포도주 등이 유명한 주정강화포도주이다.
풍미첨가포도주
포도주에 약초, 과일, 감미료, 에센스 등을 첨가하여 풍미를 낸 포도주를 총칭하며 베르무트가 유명한 풍미첨가포도주이다.

## 포도 품종
포도주를 만드는데 사용되는 포도의 품종은 수십 종에 이른다.

##### 적포도주용 품종
- 카베르네 소비뇽(Cabernet Sauvignon)

세계적으로 가장 많이 생산되는 포도주용 포도 품종의 하나이다. 타닌 함량이 높아 무거운 맛의 포도주가 만들어지며, 초콜렛과 블랙 베리의 맛이 주로 난다. 프랑스 보르도 포도주의 주 품종으로 사용된다.
- 메를로(Merlot)

카베르네 쇼비뇽과 함께 프랑스 보르도 포도주에 가장 많이 사용되는 품종의 하나이다. 카베르네 쇼비뇽보다는 타닌 함량이 낮고, 과일향이 풍부한 포도주가 만들어진다.
- 카베르네 프랑(Cabernet Franc)
- 쁘띠 베르도(Petit Verdot)

만생종으로 늦게 익기 때문에 보르도 지방에서는 점차로 보르도 지방에서는 수확면적이 점차 줄어들고 있다. 유럽의 수확기는 일기가 불순하여 비가 내리는 일이 잦기 때문에, 늦게 익을수록 비에 의해 포도 과즙이 묽어질 위험에 노출되기 때문이다. 보르도 지방의 포도주에서는 풍미를 돋구기 위해 1~2% 정도의 비율로 블렌딩되는 용도로만 쓰이고 있지만, 남아공이나 오스트리아 일부에서는 이 품종만으로 단일 품종 포도주를 만드는 일이 가끔 있다.
- 피노 누아르(Pinot Noir)

적포도주의 원료로 주로 사용된다. 키우기가 까다로운 포도로 알려져 있으나, 향과 맛이 우수하여 인기가 높다. 껍질이 얇아 타닌의 함량이 높지 않고 맛이 부드러워, 피노 느와로 만든 포도주는 여성적인 포도주 또는 가장 낭만적인 포도주라고 일컬어진다. 프랑스 부르고뉴 지방이 대표적인 산지이고, 미국 캘리포니아와 오레건에서도 생산되고 있다. 특히 부르고뉴의 피노 느와 포도주는 인기가 높으나 생산량이 많지 않아 가장 비싼 포도주로 여겨진다.
- 가메(Gamay)
- 시라(Syrah) 또는 쉬라즈(Shiraz)

적포도주의 원료로 주로 사용된다. 가장 무거운 맛의 포도주가 만들어지는 포도 품종의 하나이고, 보통 스파이시(spicy)하다고 표현되는 맛의 포도주가 만들어진다. 프랑스 프로방스지방과 오스트레일리아가 대표적인 산지이다.
- 그르나쉬(Grenache) 또는 가르나차
- 무르베드르(Mourvèdre)
- 산지오베제(Sangiovese)
- 네비올로(Nebbiolo)
- 알리아니코(Aglianico)
- 진판델(Zinfandel)

##### 백포도주용 품종
- 샤르도네(Chardonnay)
- 소비뇽 블랑(Sauvignon Blanc)
- 세미용(Semillon)
- 슈냉 블랑(Chenin Blanc)

프랑스 르와르(Loire) 일대에서 널리 재배되는 품종.
- 위니 블랑(Ugni Blanc)

포도주를 생산할 수 있는 많이 재배되고 있기에 더 중요한 백포도주용 품종이다. 프랑스에서는 이 품종의 재배면적이 두 번째로 넓으며, 특히 샤랑뜨(꼬냑 지방의 주품종)와 남서부 지방에서 많이 재배되고 있다. 이탈리아에서는 거의 전 지역에서 재배되는 품종으로 맑은 색과 연한 향의 라이트 바디 포도주가 생산한다.
- 리슬링(Riesling)

독일을 대표하는 품종. 신선한 산미가 특징으로, 샤르도네와는 달리 오크통에 숙성시키지 않는다. 독일 모젤(Mosel), 라인가우(Rheingau) 지방과 프랑스 알자스(Alsace)지방이 대표적인 산지이다. 신대륙에서는 뉴질랜드의 리슬링이 뛰어난 것으로 알려져있다.
- 게뷔르츠트라미너(Gewürztraminer), 그뤼너 펠트리너(Grüner Veltliner)

게뷔르츠트라미너는 독일과 오스트리아에서 주로 재배한다. 그뤼너펠트리너는 오스트리아의 대표적인 품종이다.
- 푸르민트(Furmint)

헝가리의 대표적인 품종.

## 프랑스포도주
프랑스는 전통적인 고급 포도주 산지로 이름 있는 포도원의 역사적 배경과 기후, 토질 등을 바탕으로 등급(프랑스 와인의 품질 체계)이 정해져 있다. 프랑스의 포도주 생산지역 중 이름 있는 곳은 알자스, 루아르, 보르도, 부르고뉴, 론, 샹빠뉴 등 6개의 지방이다. 알자스와 루아르는 대부분 백포도주를 생산하며 보르도의 보르도 포도주와 부르고뉴의 부르고뉴 포도주(영어식 표현으로는 버건디)는 적포도주와 백포도주를 모두 생산한다. 론 지방에서는 적포도주를 주로 생산하며, 샹파뉴는 샴페인이라고 알려진 발포성 포도주(스파클링 와인)를 생산한다. 한편 코냐크 지방은 꼬냑생산지로 유명하다.

## 포르투갈포도주

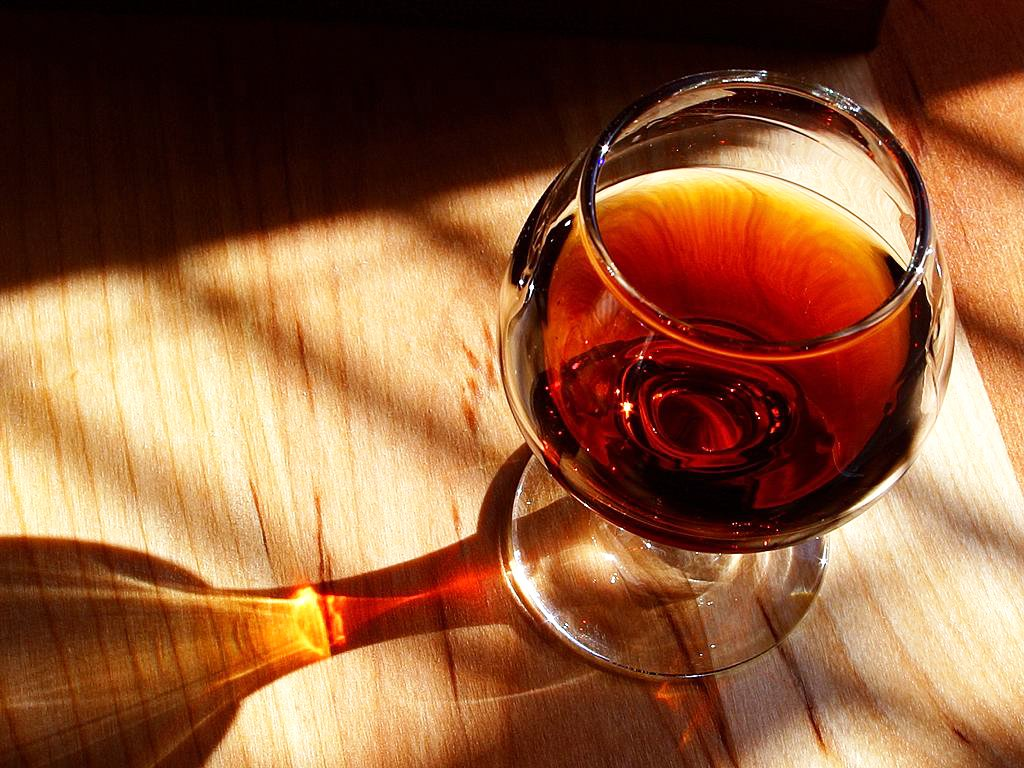
포르투 포도주

포르투갈은 생산의 절반은 영국과 프랑스, 미국, 독일에 수출하는 포도주의 왕국이다.이름난 술은 열손가락을 넘는데,향기와 맛의 비밀은 포도의 종류와 꼼꼼한 관리에 있다. 북서부의 대서양 연안에에서 생산되는 비뉴 베르드는 빨강이나 하양이 다같이 맛이 산뜻하고 향기가 높으며, 적당한 산도와 거품으로 온 세계의 사랑을 받고 있다. 병에 넣어 익히는 방법도 특이하지만, 포도의 재배방법도 재미있다. 덩굴이 4.5m에서 때로는 10m를 넘는 것도 있다. 포르투 포도주라고 하는 도루강 유역에서 생산되는 포도주는 식전주와 식후주로 인기있는데, 수출항 포르투에서 유래한 이름이다. 쏘는 맛이 있고 산도는 적으나 세례와 결혼의 피로연 등 특별한 모임에는 빠질 수 없는 고급술이다. 포도재배에 잔손질이 많이 가므로 값이 비싸진다. 당(포르투갈어: Dão)은 도루 남쪽으로 이어지는 지역인데, 빨강,하양, 다같이 향기와 맛에서 높이 평가되고 있다. 하양은 오래되지 않은 것을 높이 평가한다.

## 주 생산국
최대 생산국은 프랑스와 이탈리아이며 스페인, 미국등이 그 뒤를 따르고 있다. 남유럽에서는 그리스가 돋보이고, 칠레, 아르헨티나 등 남미와 오스트레일리아에서도 많은 양의 포도주가 생산되고 있다.
일본의 경우, 야마나시현이나 홋카이도를 중심으로 포도주가 생산되고 있다.
보통 구세계와 신세계로 나뉘는데, 구세계의 경우 프랑스, 이탈리아를 비롯한 유럽 지역이며
신세계로서는 미국, 오스트레일리아, 뉴질랜드, 칠레, 아르헨티나, 남아프리카공화국 등을 비롯한 여러 나라가 있다.

## 종교와 포도주

### 악마의 포도주
탈무드에 따르면 포도주에 악마가 개, 원숭이의 피를 넣어서 술을 마시면 개와 원숭이처럼 정신이 풀리게 했다는 내용이 있다.

### 성만찬과 포도주
기독교에서는 수난하기 전날 제자들과의 저녁자리에서 빵은 자신의 몸이고, 포도주는 자신의 보혈이라고 선언한 예수 전승의 내용에 따라 예수의 거룩한 몸과 보혈인 면병과 포도주를 먹고 마시며 신학적으로는 인간의 구원을 위한 죽음이요, 역사적으로는 로마제국과 예루살렘 성전의 결탁에 의한 사법살인인 예수의 죽음을 기억(Anamneis)한다. 이를 거룩한 저녁식사라는 뜻의 성만찬(聖晩餐, 영어로는 거룩한 사귐이라는 뜻의 Holy Communion라고 한다.)이라고 하는데, 주의 만찬, 성찬례, 성찬(Eucharist), 영성체(Communion), 만찬, 성체성사 등으로도 부른다.

## 한국에서의 포도주

### 오페르트 사건
포도주는 한국에 처음으로 들어온 양주이다.
흥선대원군 이하응의 부친인 남연군의 묘를 도굴하려다가 뜻을 이루지 못한 사건으로 유명한 독일의 상인 오페르트는 1866년 두 차례에 걸쳐 통상을 요구하였는데, 그가 남긴 《조선기행》이라는 책에서 포도주와 샴페인을 들여왔다고 밝혔다.

### 하멜
또한 조선 인조 때 호조판서 김도령이 대마도주와 대좌하여 포도주를 마셨다는 기록이 있으며, 효종 때 하멜이 표류해 와서 지방관에게 바친 술이 네덜란드산 적포도주였다.

### 천주교
조선시대에 살던 천주교 신자인 복자 윤유일이 미사의 성찬전례에 사용할 포도주를 만들기 위해 포도를 가꾼 역사도 있다. 성직자 영입운동에 앞장선 윤유일(바오로)는 베이징에서 구베아 주교를 만나고 오는 길에 들여온 포도로써 포도주를 담가 미사를 드렸다.

### 성공회
성공회는 성공회 수도공동체인 성가수녀원에서 감사성찬례에 사용할 면병과 포도주를 만들고 있다.

### 포도주 제조
구한말부터 대한민국 정부 수립 초기까지 포도주는 주로 유럽에서 수입하여 상류층에만 보급되어 오다가, 1965년 양곡관리법의 시행으로 주류 제조 목적의 포도 재배가 장려되기 시작하였으며, 1968년 농어촌개발공사(현 한국농수산식품유통공사)가 일본 산토리(Suntory)사와 합작으로 한국산토리 주식회사를 설립하고 충청남도 대전시 월평동(현 대전광역시 서구 월평동)에 포도주 공장을 세워 '선리 포트 포도주(Sunry Port Wine)'의 생산을 개시하면서 대한민국에서도 포도주의 상업적 생산이 시작되었다.
이후 한국산토리는 해태그룹에 인수되어 1974년 해태주조(현 국순당)가 노블 와인을 내놓았고, 이후 백화양조(현 롯데칠성음료 군산공장)와 동양맥주(현 롯데칠성음료 경산공장) 등이 포도주 시장에 진출하면서 대한민국의 포도주 시장은 3사 경쟁 체제에 돌입하게 되었다.

## 관련 단체
- 한국와인생산협회
- 장클로드 베루에

## 같이 보기
- 오크통 - 포도주가 숙성되는 통.
- 박스 포도주(영어판)
- 범 포도주(bum wines, en:Flavored fortified wines)
- 루돌프 슈타이너
  - 인지학
  - 바이오다이내믹 농업
    - 바이오다이내믹 포도주
- 아이스와인
- 소믈리에
- 신의 물방울
- 코르크스쿠르
- 포도주 액세서리(영어판)
- 포도주의 건강효과(영어판)
- 포도주의 페놀 성분
- 포도주의 세계화
- 파스타
- 바리스타